# Drosera heterophylla
Drosera heterophylla es una especie erecta, perenne y tuberosa de planta carnívora perteneciente al género Drosera.

## Descripción
Produce hojas pequeñas a lo largo de un tallo erecto que puede alcanzar los 10-30 cm de alto. Es la única especie del género que produce las flores con muchos pétalos (en contraposición a lo habitual de cuatro o cinco). Estas flores son blancas y surgen a partir de junio a septiembre.

## Distribución y hábitat
Es endémica de Australia Occidental. Crece en los pantanos de aguas poco profundas o suelos de arcilla húmeda cerca de afloramientos de granito y se produce en las cercanías de Perth y el norte. 

## Taxonomía
D. heterophylla fue descrita por primera vez y nombrada por John Lindley en 1839, en su manuscrito, A sketch of the vegetation of the Swan River Colony.

Etimología
Drosera: tanto su nombre científico –derivado del griego δρόσος (drosos): "rocío, gotas de rocío"– como el nombre vulgar –rocío del sol, que deriva del latín ros solis: "rocío del sol"– hacen referencia a las brillantes gotas de mucílago que aparecen en el extremo de cada hoja, y que recuerdan al rocío de la mañana.
heterophylla: epíteto latino que significa "con hojas diferentes".
Sinonimia
- Sondera heterophylla (Lindl.) Chrtek & Slavíková, Novit. Bot. Univ. Carol. 13: 43 (1999 publ. 2000).
- Drosera preissii Lehm., Nov. Stirp. Pug. 8: 45 (1844).
- Sondera preissii Lehm., Nov. Stirp. Pug. 8: 45 (1844).[8]